# Галкина, Елена Николаевна
Елена Николаевна Галкина (род. 10 ноября 1953, Большое Чеменево, Чувашская АССР) — советская и российская оперная певица (меццо-сопрано). Народный артист Чувашской Республики (2006). Заслуженная артистка Чувашской АССР (1991).

## Биография
В 1975 году окончила вокальное отделение Чебоксарского музыкального училища имени Ф. П. Павлова (класс Ивана Калентьева).
С 1975 года — артистка хора, с 1993 года — солистка Чувашского государственного театра оперы и балета. В 1998—2004 годах также работала в муниципальной певческой капелле «Классика».
В репертуаре — ведущие партии в операх западноевропейских и русских композиторов: Азучена, Маддалена, Флора, Эмилия («Трубадур», «Риголетто»); Марцелина («Свадьба Фигаро»); Берта («Севильский цирюльник»); Ольга, Полина («Евгений Онегин», «Пиковая дама»); Кончаковна («Князь Игорь»). Среди исполненных партий в операх современных композиторов — Богатая дама («Портрет» Валерия Пигузова). Играла в классических опереттах: Чипра («Цыганский барон»), Цыганка («Марица»), Милица («Весёлая вдова»). Как исполнительница партии Ольги в «Евгении Онегине», специально приглашалась для выступлений Марийским театром оперы и балета.
Также исполняла партии в операх и музыкальных комедиях чувашских композиторов: Сплетница («Нарспи» Григория Хирбю); Чагак, Феланья Аркадьевна («Шывармань», «Анаткасра» Фёдора Васильева); работала в музыкальных спектаклях для детей. В концертном репертуаре певицы произведения А. А. Варламова, М. И. Глинки, П. И. Чайковского.
Удостоена званий «Заслуженная артистка Чувашской АССР» (1991) и «Народная артистка Чувашской Республики» (2006). По случаю своего 55-летия получила почётную грамоту Министерства культуры Чувашии (за большой вклад в развитие музыкального искусства республики), а также почётную грамоту Министерства культуры России и Российского профсоюза работников культуры.